# Грузинська корона

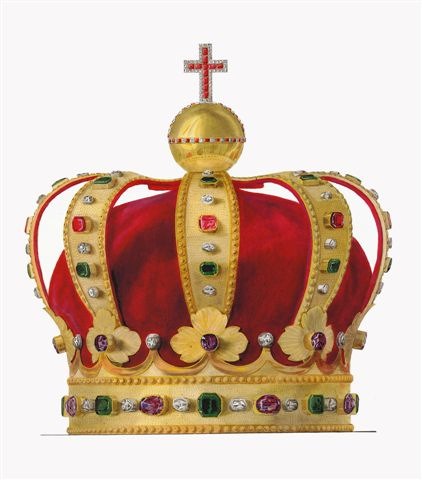
Корона Грузинська на малюнку Ф. Г. Солнцева, XIX століття.

Корона Георгія XII або Корона Грузинська — нині загублений вінець, колишня державна регалія Картлі-Кахетинського царства в останні роки його існування. Згодом, після прийняття Грузії до Російської Держави  — одна із загальнодержавних регалій. З 1801 по 1923 рр. корона зберігалась у зібранні Оружейної палати Московського кремля.

## Історія
Георгій XII Багратіоні (1746–1800) був останнім володарем Картлі-Кахетинського царства з січня 1798 по грудень 1800 р. Згідно з умовами Георгіївського трактату 1783 р., він продовжував бути васалом російського імператора, проте у внутрішніх справах користувався певною автономією. Повне вірнопідданство Георгія була відповідним чином оцінено Павлом I Петровичем. В 1798 р. останній надіслав своєму васалу регалії — корону, скіпетр із своїм вензелем та шаблю в дорогоцінних піхвах.
Коли Георгій помер, Павло відмовив його спадкоємцю — Давиду Багратіону (т. зв. Давиду XII) у признанні царем. 18 січня 1801 р. маніфестом Павла царство було приєднане до Росії, і царем Грузії відтоді безпосередньо ставав російський імператор.
Тож регалії відправили назад до Санкт-Петербурга. Вони зберігались серед інших монарших інсигній в Оружейній палаті Московського кремля.
Після революції, коли більшовики повернули більшість трофеїв поневолених народів із зібрання Збройової палати на їх історичну батьківщину, така доля чекала і регалії останнього царя Картлі-Кахетії. В 1923 р. корону Георгія XII та його шаблю відправили до Тбілісі.
Скіпетр залишився в Кремлі, бо через вензель Павла I тоді його вважали парним до його ж корони Великого магістра.
В 1930-і рр. корона зникла. Скоріш за все її продали за кордон. Її доля невідома. А шабля Георгія XII збережена у Тбілісі до сього дня.

## Опис
Корону виконали в Санкт-Петербурзі ювеліри брати Пьєр-Етьєн та Франсуа-Клод Теремени, та Натаніель Готліб Ліхт.
Це корона так званого «королівського» типу. Вона була карбована із золота. До золотої полірованої тулії із 16-ма зубчиками були прикріплені 8 полірованих півкруглих дуг, в основі яких були т.зв. ріп'я. Вінець, де зходились дуги, був увінчений золотою кулькою з хрестом. В хресті було 51 діамант та 11 турмалінів. Кульку прикрашали 31 діамант та стільки ж турмалінів. Тулія та дуги були прикрашені 64 діамантом, 24 смарагдами, 16 рубінами та 16 аметистами.

## Корона у геральдиці
З XIX ст. корона була віднесена до символіки усіх приєднаних грузинських земель, не тільки Картілі-Кахетії. Відповідно у Великому державному гербі Російської імперії (1882) вінець увінчує щит з емблемою Царства Грузинського.